# Petr Kalandra
Petr Kalandra (10. března 1950 Praha – 7. září 1995 Praha) byl český hudebník, zpěvák, kytarista, hráč na foukací harmoniku a skladatel. Působil ve skupinách Marsyas, ASPM, Blues Session či Čundrgrund. Byl vyhledávaným studiovým hráčem, nazpíval také písně pro film Tankový prapor.

## Život
V roce 1964 ještě jako dítě vystupoval v televizním pořadu Hledáme písničku pro děti. S rodiči žil v Tunisu, ve Francii a v USA. To výrazně ovlivnilo jeho pozdější hudební tvorbu.
V 70. letech hrál společně s mnoha hudebníky. Patřili mezi ně například Zuzana Michnová, Jaroslav Hutka, Vladimír Merta, Jan Hrubý nebo Vladimír Mišík. Od roku 1973 vystupoval se skupinou Marsyas. V roce 1975 se oženil. V roce 1984 Marsyas opustil a vystupoval v triu ASPM.
Od roku 1980 hrál se skupinou Blues Session. Jeho smrt v září 1995 způsobilo naprosté selhání organismu, poté, co se v nemocnici vzpamatovával z pádu, při kterém si zlomil několik žeber.
Jeho prastrýcem byl Záviš Kalandra.

## Diskografie
- Petr Kalandra a Blues Session
- Blues Session Vol. 2
- Live & Studio 1964–1995
- Petr Kalandra & ASPM: 1982–1990 (2010)[6]

Seznam neobsahuje ty desky, které natočil se skupinami Marsyas a ASPM.